# Z Channel
Der Z Channel war ein US-amerikanischer Pay-TV-Sender. Er wurde 1974 in Los Angeles von Drehbuchautor und Cineast Jerry Harvey gegründet.
Der Sender erlangte durch die Ausstrahlung von damals noch unüblichen Director’s Cuts verschiedener umstrittener Hollywood-Produktionen wie The Wild Bunch von Sam Peckinpah oder Heaven’s Gate von Michael Cimino große Bekanntheit. Auch die sonstige Programmpolitik zielte auf Filmfans mit Interesse an Werken des Autoren- und New-Hollywood-Kinos oder anderen Produktionen jenseits des Mainstreams ab. Regisseure wie Robert Altman, Quentin Tarantino und Jim Jarmusch gaben an, durch den Sender in ihrer späteren filmischen Arbeit beeinflusst worden zu sein. Ein Jahr nach dem Tod Jerry Harveys wurde der Sender 1989 eingestellt und von den Besitzern durch einen Sportkanal ersetzt.
2004 erschien mit Z-Channel – Die Geschichte eines Fernsehsenders (Z Channel: A Magnificent Obsession) eine Dokumentation von Xan Cassavetes (der Tochter von John Cassavetes).